# Musée de Cao
Le musée de Cao inauguré en 2009, fait partie du complexe archéologique El Brujo.
El Brujo (« le sorcier » en espagnol) est l'un des sites archéologiques les plus importants et les plus anciens de la côte nord du Pérou. Il se trouve dans la vallée du fleuve Chicama, dans le district de Magdalena de Cao, province d'Ascope, département de La Libertad, à environ 50 km au nord-ouest de la ville de Trujillo.

## Description
Le musée de Cao, inauguré en 2009, est situé à 200 m au Nord-Ouest de la pyramide appelée Huaca Cao Viejo. Il est composé de sept salles qui couvrent une grande partie de l'histoire Moche et de son héritage culturel.

### Salle 1 -  Toutes les eaux
Cette salle présente la relation entre le complexe archéologique El Brujo et l'environnement dans lequel il est situé, en explorant les frontières entre l'espace naturel — maritime et désertique — et l'espace construit. Les informations fournies dans cette salle montrent les points de rencontre entre la perception autochtone de la nature et la formation et les caractéristiques des histoires mythiques.

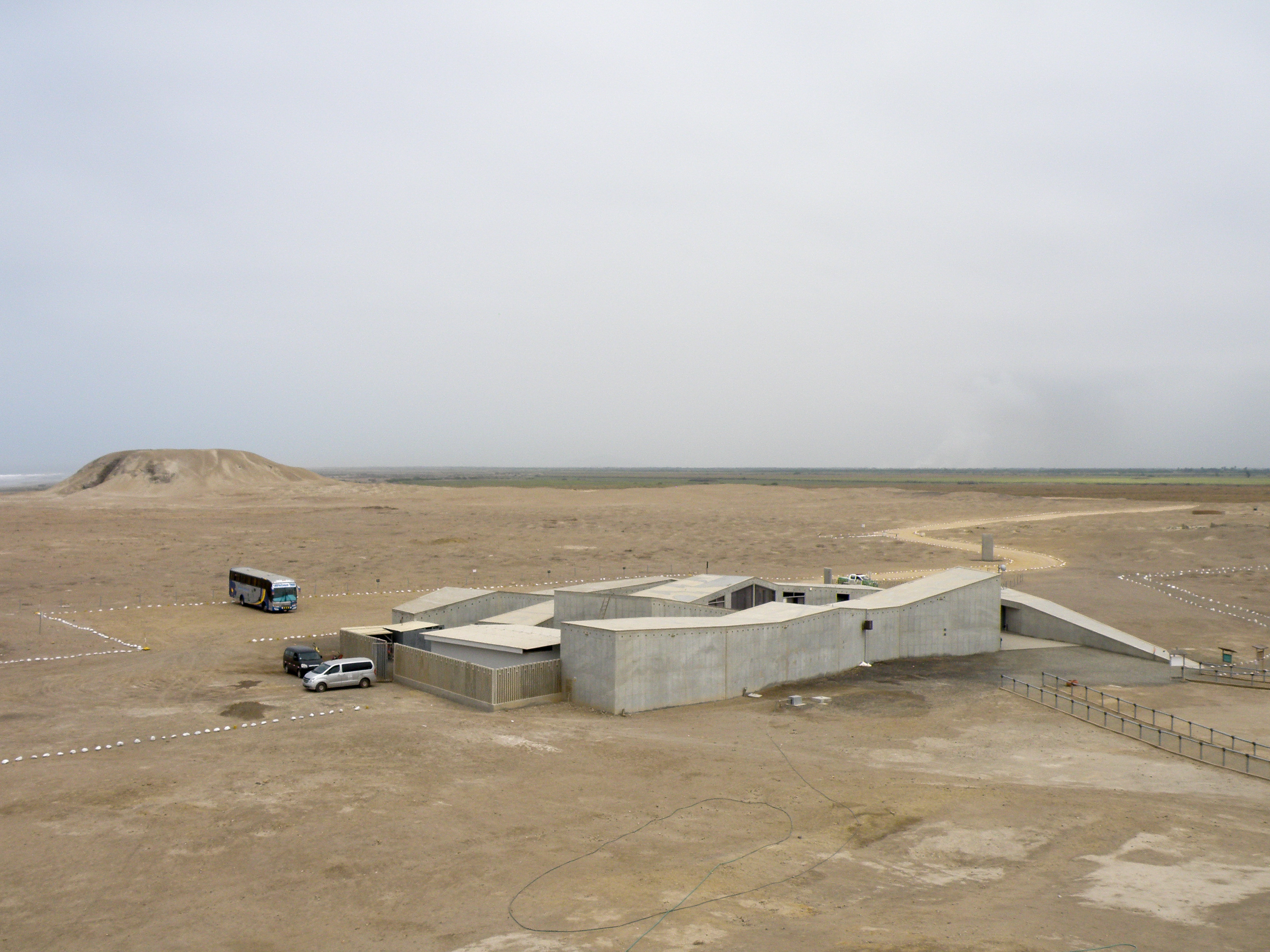
L'Océan Pacifique, le désert et le musée.

### Salle 2 -  14 000 ans d'histoire
Dans cette salle, l'accent est mis sur les processus des changements manifestes mais aussi de continuité tant dans la technique céramique que dans le traitement des autres matériaux. Les objets sont organisés dans un cadre chronologique de 14 000 ans, une période qui correspond à l'histoire de l'occupation humaine à El Brujo.

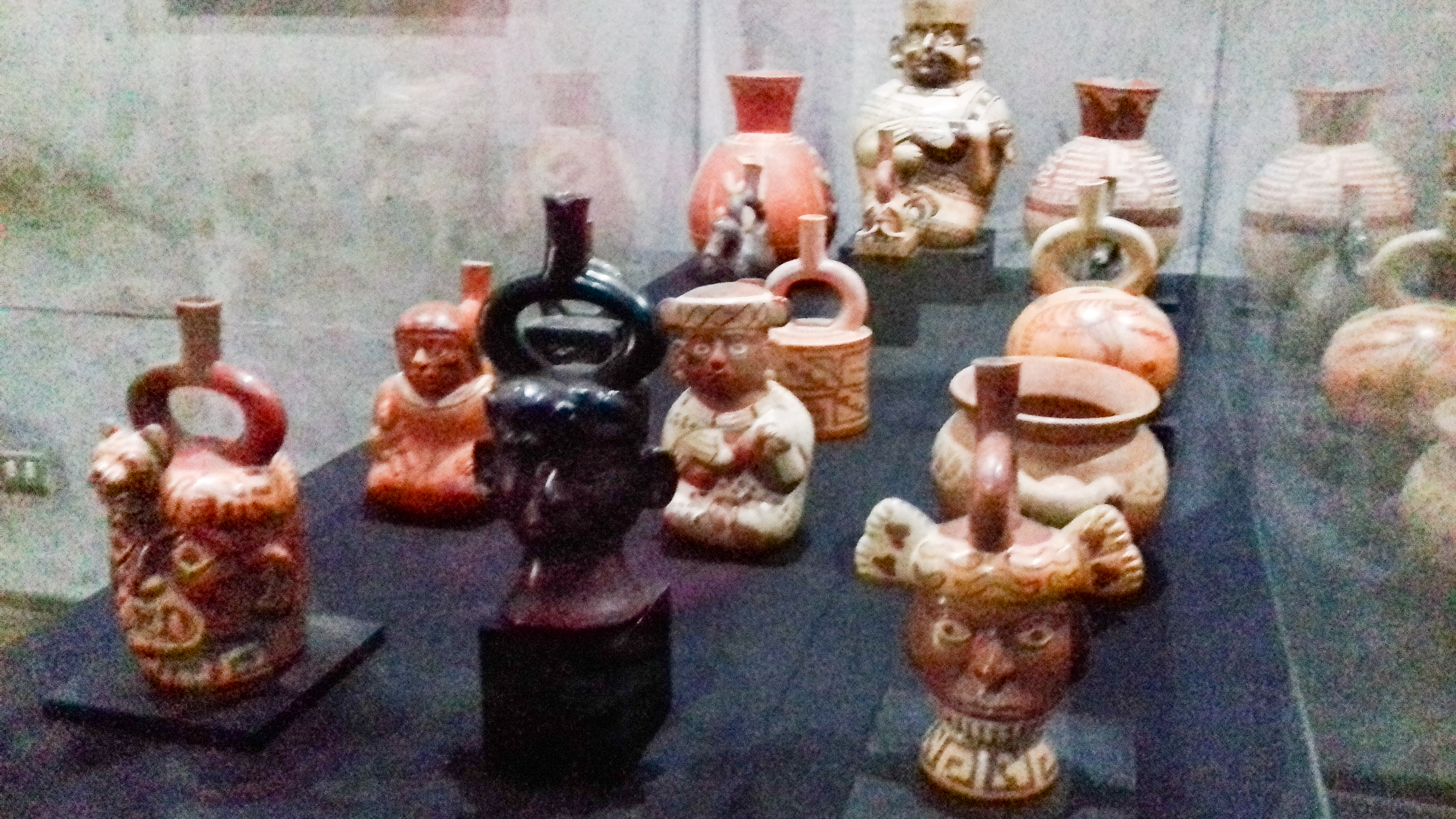
Céramiques Moche.

### Salle 3 - Architecture du cosmos
Cette salle présente l'espace sacré tel qu'il a été construit et perçu par les Moche. Le point central correspond à la structure cérémonielle la plus importante du site, la pyramide Huaca Cao Viejo, et avec elle, aux comportements rituels (sépultures et offrandes) par lesquels l'espace a acquis sa valeur sacrée. Dans cette salle, se trouvent des objets qui ont été offerts au musée. Une infographie montre les différentes phases constructives du centre cérémoniel, présentant les processus techniques et symboliques complexes mis en œuvre pour l'édification des pyramides tronquées Moche.

### Salle 4 - Le sang des montagnes
Se distinguant des autres groupes ethniques de l'aire culturelle andine, les Moche ont célébré ouvertement et publiquement le sang cérémoniel. Les étapes qui constituaient la séquence rituelle du sacrifice humain, également présentée dans cette salle, ont été soigneusement décrites et racontées par les artistes moche qui, par la puissance de leurs images, ont instruit et révélé aux masses le code sacré d'une discipline guerrière.
Bien que nous ne connaissions pas pleinement le sens et la nature de la rencontre armée entre les Moche, nous savons que l'objectif de ces grandes rencontres dépassait une ambition politique d'envergure et de nature militaire.
Dense substance sacrée, le sang constituait l'axe et la composante principale de l'idéologie politique et religieuse des Moche. Dans le rituel imaginaire, le sang du guerrier capturé descendait par les sommets des montagnes comme un fleuve turbide et abondant, et chargé par la puissance et la vigueur du guerrier, animait les rivières et fertilisait les pampas.
Les batailles rituelles et la cérémonie de sacrifice qui s'ensuivait se répandirent et se pratiquèrent dans toutes les vallées et les centres de pouvoir moche, démontrant que le sang, plutôt qu'un symbole de conflit, était le symbole paradigmatique d'intégration entre les hommes et leurs dieux.

### Salle 5 - Rituels de la mort

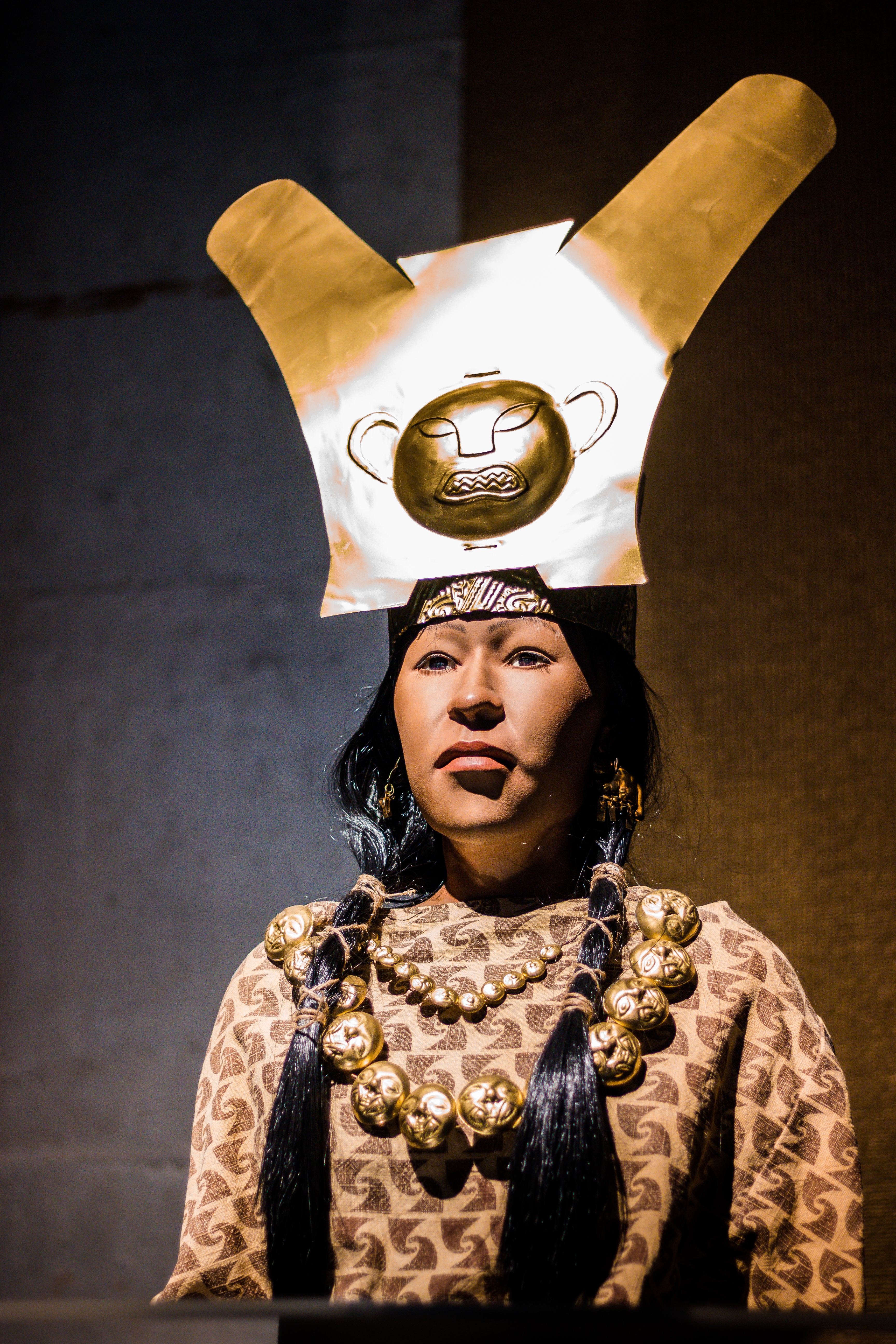
Reconstitution du buste de la Dame de Cao.

Cette salle présente les expressions associées aux pratiques funéraires des Moche. Le contexte funéraire des deux tombes principales du Huaca Cao Viejo est exposé et la relation entre les techniques funéraires et les concepts moche sur « l'au-delà » est soulignée.
Parce que l'expérience rituelle se déroule à travers des actes performatifs, impossibles à enregistrer par le travail archéologique, la muséographie met l'accent sur le caractère dynamique des cérémonies funéraires en incorporant des sons musicaux qui sont reconstruits par une analyse archéo-musicologique.
Cette salle fait également référence à la production, la consommation et l'échange de liquides sacrés à travers l'exposition d'un important ensemble funéraire de céramiques sous forme de récipients, montrant ainsi que les courants et les flux faisaient partie d'un système de circulation mythique, dans lequel métaphoriquement le sang du sacrifié, l'eau des rivières et la chicha de jora ont participé. Il est démontré qu'à ce jour, le contrôle rituel des liquides et des flux est encore entre les mains des femmes.

### Salle 6 - Le monde des ancêtres
C'est le dernier espace de la visite du musée et il représente l'aboutissement d'une trajectoire rituelle qui commence dans la salle 4.
Ainsi, les rituels du sacrifice et les rituels funéraires, explorés respectivement dans les salles 4 et 5, constituent l'antécédent rituel pour entrer et comprendre la valeur de cette dernière étape, que nous appelons « l'au-delà ». Cette salle réaffirme l'existence d'une croyance mochica dans « l'au-delà », liée à un culte probable des ancêtres, qui établit le cadre conceptuel pour présenter la Dame de Cao comme centre et incarnation de cette idéologie.
La salle présente ainsi la figure de l'ancêtre mais aussi l'espace cosmologique auquel il appartient — un espace transitoire, un voyage vers une certaine destination impossible à interrompre par le regard absorbé du visiteur.

### Salle 7 - "La Dame de Cao"
Cette salle cherche à revaloriser le rôle des Péruviens et des Péruviennes qui, tout au long de l'histoire, ont contribué à forger leur identité nationale, qui est par excellence multiculturelle et diverse.
La visite commence dans un espace où les visiteurs féminins peuvent se déguiser en Dame de Cao, la personnifier, elle et ses guerriers, et prendre des photos souvenirs.
En poursuivant l'itinéraire, on trouve un panneau des visages des femmes de Magdalena de Cao, qui représentent le pouvoir et l'énigme de ce chef puissant qui a dirigé la vallée de Chicama.
Au bout de la salle se trouve le visage reconstitué de la Dame de Cao, puissante dirigeante des Moche, qui a vécu il y a 1700 ans, environ. Devant elle se trouve un buste préliminaire qui invite les visiteurs à vivre une expérience sensorielle, où à travers le toucher, découvrir les caractéristiques de la Dame de Cao.

### Autres activités

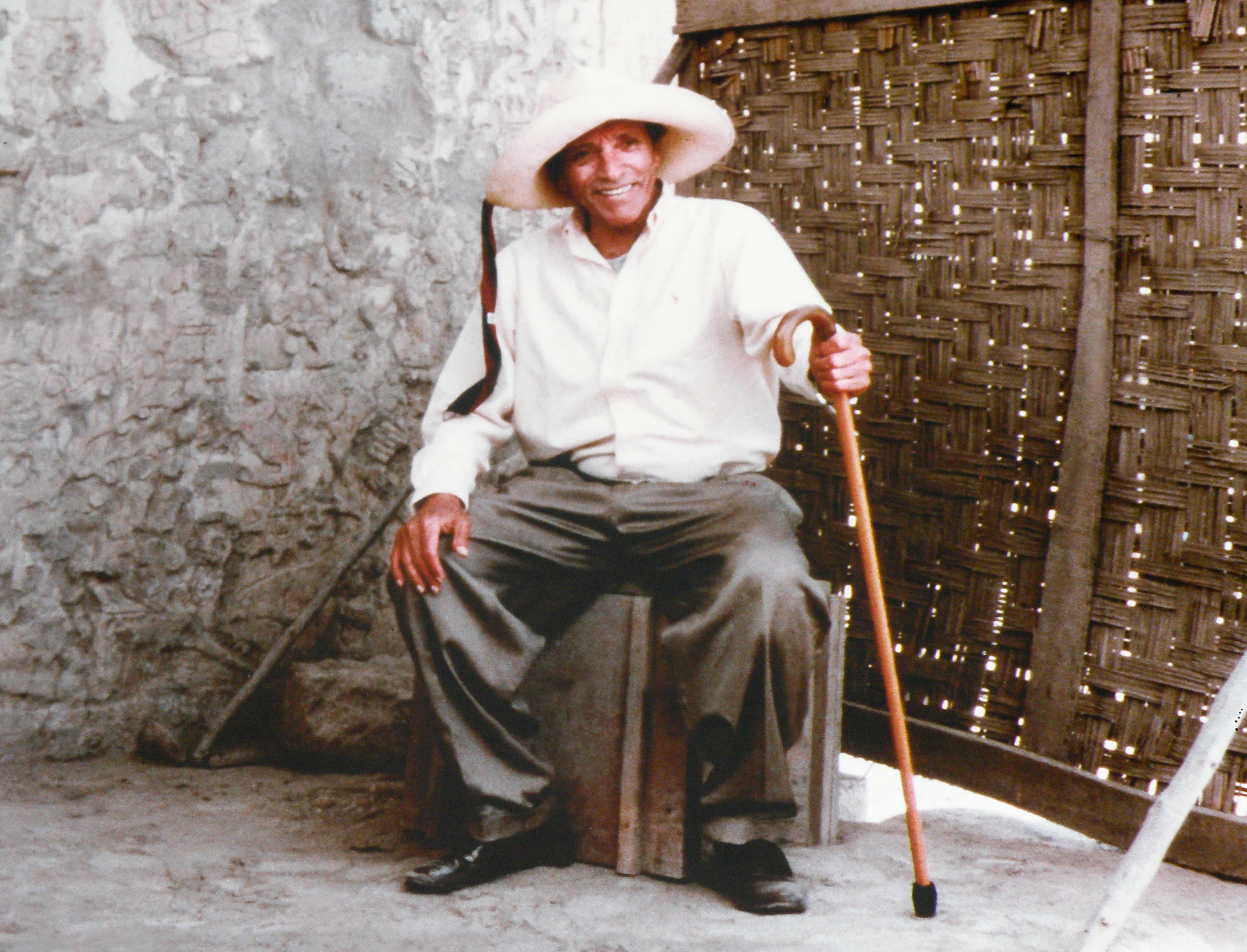
Guillermo Wiese de Osma qui par sa persévérance et son argent a participé à l'édification du musée.

Le musée de Cao dispose en outre d'une boutique, d'un auditorium pour les projections, d'une salle de réunion, d'un laboratoire et d'une salle informatique et archéologique. Il abrite la momie de la Dame de Cao.
Les photographies et vidéos sont autorisées gratuitement dans toutes les salles du musée, sauf dans la salle n°7 où elles sont interdites. Il faut payer quelques sols pour se déguiser et se faire photographier en Dame de Cao.
Moyennant un supplément, il est aussi possible de participer à une cérémonie de purification avec un chaman, à une explication de leurs modes opératoires ou de passer une heure en méditation sur un « espace isolé et mystique » d'El Brujo.
La descente dans un « puits de cérémonie », vous emmène dans le ventre de la Pachamama, au cœur de la Terre Mère, accompagné par un guérisseur pour y effectuer des rituels de nettoyage, de renaissance et de purification. Ce puits, découvert en 2004 à El Brujo, a été construit il y a 1 500 ans par les Moches, mesure 7 m de diamètre, 9 m de profondeur et affleure la nappe phréatique.
Le musée a pu être construit grâce à la passion pour les Moche et à la philanthropie du banquier et archéologue péruvien Guillermo Wiese de Osma. Il est désormais financé par la Fondation Wiese.